# ElectricBrands
 (mars 2022).
Si vous disposez d'ouvrages ou d'articles de référence ou si vous connaissez des sites web de qualité traitant du thème abordé ici, merci de compléter l'article en donnant les références utiles à sa vérifiabilité et en les liant à la section « Notes et références ».
ElectricBrands est un constructeur allemand de quadricycles motorisés électriques.

## Histoire
ElectricBrands présente en juillet 2020 le concept car eBussy, ainsi que sa plateforme modulable pouvant recevoir une carrosserie modulaire.
En 2021, le constructeur présente la version de série de son premier modèle, le XBUS.
En 2022, ElectricBrands rachète l'entreprise Artega.

## ElectricBrands XBus
Le XBus est le premier véhicule du constructeur ElectricBrands.

### Présentation
L'ElectricBrands XBus est un véhicule électrique modulable, pouvant recevoir plusieurs types de carrosserie (pickup, utilitaire, cabriolet ...) selon le besoin. Il existe 9 modules différents.

### Caractéristiques techniques
Le XBus est homologué comme quadricycle léger à moteur.
Il est équipé d'un moteur électrique de 3,75 kW par roues (transmission intégrale) pour une puissance cumulée de 15 kW (jusqu’à 56 kW en crête). Ceux-ci sont alimentés par une batterie lithium-ion d'une capacité de 10 kWh (8 modules de 1,25 kWh) de série, et pouvant recevoir en option autant de modules supplémentaires jusqu'à une capacité de 30 kWh maximum pour une autonomie de 600 km dans ce cas, 200 km en base.